# Tadeusz Kokesz
Tadeusz Kokesz (ur. 25 kwietnia 1918 w Jordanowie, zm. 25 czerwca 1943 w KL Auschwitz) – polski działacz narodowy, student politechniki, ofiara zbrodni hitlerowskich.

## Życiorys
W 1936 ukończył Państwowe Gimnazjum w Jaśle i niebawem rozpoczął studia na Politechnice Lwowskiej. Działał w Związku Akademickiego Młodzież Wszechpolska i Stronnictwie Narodowym. Po zakończeniu Wojny Obronnej Polski, po wrześniu 1939 roku,  był jednym z organizatorów konspiracyjnych struktur ruchu narodowego w Jaśle. W grudniu 1940 został po raz pierwszy aresztowany przez gestapo; zwolniony, na wolności przebywał jedynie kilka tygodni, gdyż już w połowie stycznia 1941 ponownie trafił do aresztu niemieckiego, a 5 lutego 1941 do obozu koncentracyjnego w Oświęcimiu. Otrzymał numer obozowy 10745. Po ponad dwuletnim pobycie w obozie został rozstrzelany 25 czerwca 1943.